# Paul Michalke
Paul Michalke SVD (* 2. Juni 1909 in Heinrichswalde, Landkreis Schlochau in Westpreußen (heute Uniechów, Gemeinde Debrzno); † 16. Juli 2008 in Maria Enzersdorf, Österreich) war ein römisch-katholischer Theologe, Professor und Hochschulrektor.

## Leben
Paul Michalke, ältestes von sechs Kindern, legte 1930 sein Abitur im Missionshaus Heiligkreuz in Neisse, dem heutigen polnischen Nysa, ab und trat der Ordensgemeinschaft der Steyler Missionare im Missionshaus St. Gabriel in Maria Enzersdorf südlich von Wien bei. Von 1933 bis 1937 studierte er an der Päpstlichen Universität Gregoriana in Rom Katholische Theologie und Philosophie. Nach seiner Ewigen Profess in Rom am 27. März 1936 empfing er die Priesterweihe am 25. Oktober 1936 ebenfalls in Rom. 
Nach seiner Priesterweihe war er im Missionshaus St. Gabriel tätig. Während des Zweiten Weltkrieges wurde er an der Universität Wien mit einer Arbeit über Jean Gerson zum Dr. theol. promoviert; von 1941 bis 1945 war er Kaplan in den Pfarreien St. Josef am Wolfersberg und in der Pfarrei St. Ulrich in der Erzdiözese Wien tätig.
Nach Kriegsende 1945 erhielt er einen Ruf als Professor für Philosophie an die 1889 gegründete Theologische Hochschule St. Gabriel. Nach Ämtern als Theologenpräfekt (1953–1962) und Studiendirektor sowie Dekan der Hochschule (1962–1971) war er von 1971 bis 1980 Rektor von St. Gabriel. 1995 wurde er emeritiert.
Seine Schwerpunkte in Lehre und Forschung waren neben allgemeiner Philosophie insbesondere Logik und Erkenntnislehre, Geschichte der Philosophie und Einführung in wissenschaftliches Arbeiten. Er hat in St. Gabriel eine umfassende Sammlung neuscholastischer philosophischer Literatur erstellt.